# Tazates Restúnio
Tazates Restúnio (em latim: Tazates; em grego: Τατζάτης, Tatzátēs), Tazácio (Tazatius; Τατζάτιος, Tatzátios) ou Tachate (em armênio/arménio: Տաճատ; romaniz.: Tačat) foi um nobre armênio do século IV da família Restúnio, ativo no reinado do rei Tigranes VII (r. 339–350). 

## Nome
Tazates (Tazates; Τατζάτης, Tatzátēs) ou Tazácio (Tazatius; Τατζάτιος, Tatzátios) são as formas latina e grega do armênio Tachate (Տաճատ, Tačat). Sua origem é desconhecida, mas pode ter uma vaga relação com o persa novo daxade (داشان, dašād) ou daxã (داشات, dašān).

## Vida
Tazates era filho de Mirabandaces I. Em data incerta, devido a revolta de seu tio Zora, o rei extermina sua família. Vasaces I e Artavasdes II Mamicônio resgatam-no, levam-no para junto deles em Taique, onde é criado pelos Mamicônios e casado com uma filha de nome desconhecido de Vasaces.  Como único membro vivo após o massacre, era pai de Gareguim II ativo na década de 370.